# Gisela Tidholm
Gisela Tidholm   (Malmö, 23 de juny de 1930 - Växjö, 6 de maig de 2009) fou una nedadora sueca, especialista en estil lliure, que va competir durant les dècades de 1940 i 1950.
El 1948 va prendre part en els Jocs Olímpics d'Estiu de Londres, on disputà dues proves del programa de natació. En els 400 metres lliures quedà eliminada en sèries, mentre en els 4×100 metres lliures fou desqualificada en la final. Dos anys més tard va guanyar la medalla de bronze en els 4×100 metres lliures del Campionat d'Europa de natació que es va disputar a Viena. En aquesta prova formà equip amb Marianne Lundqvist, Elisabeth Ahlgren i Ingegard Fredin.